# Droga ekspresowa 34 (Izrael)
Droga ekspresowa 34 (hebr.: כביש 34) – droga ekspresowa położona na pustyni Negew, w południowym Izraelu. Rozpoczyna się na północy przy kibucu Jad Mordechaj, gdzie krzyżuje się z drogą ekspresową nr 4 . Kończy się przy Netiwot, gdzie krzyżuje się z drogą ekspresową nr 25 .